# SNCAC NC.420
Lo SNCAC NC-420 era un idroricognitore bimotore, in configurazione spingente, ad ala alta sviluppato dall'azienda aeronautica francese SNCAC, verso la fine degli anni trenta del XX secolo e rimasto allo stadio di prototipo.

## Storia del progetto
Il piano di potenziamento della Marine nationale, fortemente voluto dall'ammiraglio François Darlan, venne pienamente avviato nel 1938, in risposta ai piani di potenziamento già in atto nella Regia Marina italiana e nella Kriegsmarine tedesca. Esso prevedeva la realizzazione di ulteriori due moderne navi da battaglia, due portaerei, incrociatori, e numeroso naviglio sottile. Per quanto riguarda i velivoli da ricognizione imbarcati sulle navi maggiori venne emessa la specifica SB (Surveillance de Bord) relativa ad un nuovo idrovolante bimotore, dotato di ali ripiegabili, con peso massimo non superiore ai 3.500 kg, velocità massima di 250 km/h, autonomia di volo di 6 ore, poi ridotta a 5 per risparmiare peso, e armamento su due mitragliatrici da 7,5 mm e bombe per 150 kg.  A questa specifica risposero la ditte Breguet, Gourdou-Lesseure e SNCAC (una società composta dalle ditte Farman e Hanriot). Il 20 gennaio 1939 la Commissione di valutazione scelse per la produzione i modelli Breguet Bre 792 e SNCAC NC.420, di cui vennero ordinati due prototipi, uno per tipo.  Il disegno costruttivo dello NC.420 non poteva dirsi avanzato, e il prototipo iniziò ad essere assemblato nel corso del settembre 1939, a seconda guerra mondiale già iniziata.

## Descrizione tecnica
Lo SNCAC NC.420 era un idrovolante da ricognizione imbarcato a scafo centrale, monoplano, bimotore, triposto. L'ala era posta in posizione alta, era ripiegabile per facilitarne lo stivaggio, conteneva le due gondole dei propulsori, poste in posizione superalare una per lato, e vi erano attaccati i due galleggianti stabilizzatori, uno per lato, che potevano essere fatti alzare verso l'ala al fine di favorirne lo stivaggio. La fusoliera terminava posteriormente con un impennaggio di coda bideriva. L'aereo era di costruzione completamente metallica.
L'equipaggio era composto da tre persone, pilota, secondo pilota/osservatore e osservatore. L'osservatore e il radiotelegrafista erano alloggiati in un abitacolo ben vetrato a prua al fine di favorire l'osservazione. Inoltre sopra la fusoliera, in posizione centrale, vi era la cabina di pilotaggio posta in posizione asimmetrica al fine di favorire le manovre in acqua.
I propulsori erano due motori in linea Bearn 6D-07 a 6 cilindri invertiti eroganti la potenza di 390 hp (290 kW), e 290 hp in volo, ognuno azionante un'elica tripala metallica. 
L'armamento di basava su 2 mitragliatrici Darne Mle 1933 calibro 7,5 mm, e due bombe G2 da 75 kg.

## Impiego operativo
Dopo l'esito negativo della battaglia di Francia, con la conseguente firma dell'armistizio di Compiègne con la Germaniae poi di quello di Villa Incisa con il Regno d'Italia, ogni ulteriore lavoro sul prototipo, che risultava ancora in costruzione, fu fermato. L'aereo si trovava incompleto nello stabilimento di Issy-les-Moulineaux e fu successivamente completato, su autorizzazione della Commissione armistiziale, all'inizio del 1942. Le autorità militari del governo di Vichy avevano richiesto a quelle tedesche di poter avviare tra il 1943 e il 1944 un limitato programma di modernizzazione della forze armate, e tra le richieste vi era anche quello per un idrovolante da ricognizione con cui sostituire i Loire 130. L'autorizzazione tedesca, data nel febbraio 1942, concedeva di completare il prototipo e di costruire 15 esemplari di serie dello NC-420. Il prototipo fu completato nello stabilimento della Loire-et-Olivier nell'ottobre dello stesso anno, ma vi furono immediati problemi con i propulsori in quanto il reparto motori della Bearn in realtà non funzionava a causa della mancanza di ordini. Si riuscì ad ottenere solamente due motori, considerati sufficienti per le prove in volo. L'aereo fu trasferito dapprima a Berre, e poi ad Antibes,  dove nell'aprile 1943 arrivarono i due motori. Essi vennero considerati sufficienti per effettuare il primo volo, cui fu destinato come pilota collaudatore Lucien Coupe. Il primo volo fu previsto per il 1º luglio 1943, ma non ebbe mai luogo, e dopo la rocambolesca fuga di Marcel Hurel in Nord Africa con il prototipo dello SNCASO SO-90 Cassiopée il 13 agosto le autorità di occupazione italiane lo confiscarono, manomettendo i comandi di volo. Nel settembre 1943 fu smontato e immagazzinato dalla SNCAC dapprima in una fabbrica abbandonata a Flayosc, in Provenza, e poi in un hangar a Bordeaux-Marignane. Trasferito prima della fine del conflitto a Toussus-le-Noble vi rimase fino al 1947. L'anno successivo le autorità francesi considerarono di completarlo e provarlo in volo, casa che non avvenne mai, e l'aereo venne demolito nel corso del 1955.

## Utilizzatori
Francia
- Aéronautique navale

### Annotazioni
1. ↑  Nel gennaio 1943, la ditta Bearn, che aveva sede a Jurançon, in Aquitania,  fu chiusa dalle autorità tedesche.

### Fonti
1. 1 2  Aviafrance.
2. ↑  Jordan, Dumas 2009, p. 172.
3. 1 2 3 4 5 6 7 8 9 10  Airwar.
4. 1 2 3 4 5 6 7  Warthunder.
5. 1 2  Jordan, Dumas 2009, p. 173.